# قلعه بیابان
قلعه بیابان روستایی تاریخی در استان فارس، شهرستان داراب، بخش جنت ، دهستان قلعه بیابان، ایران است. این روستا مرکز دهستان قلعه بیابان است.

## جمعیت
بر پایه سرشماری عمومی نفوس و مسکن در سال ۱۴۰۱، جمعیت این روستا برابر با ۲۲۰۰ نفر (۶۸۰ خانوار) بوده است.